# Pedaç (peix)
|  | Per a altres significats, vegeu «pedaç». |

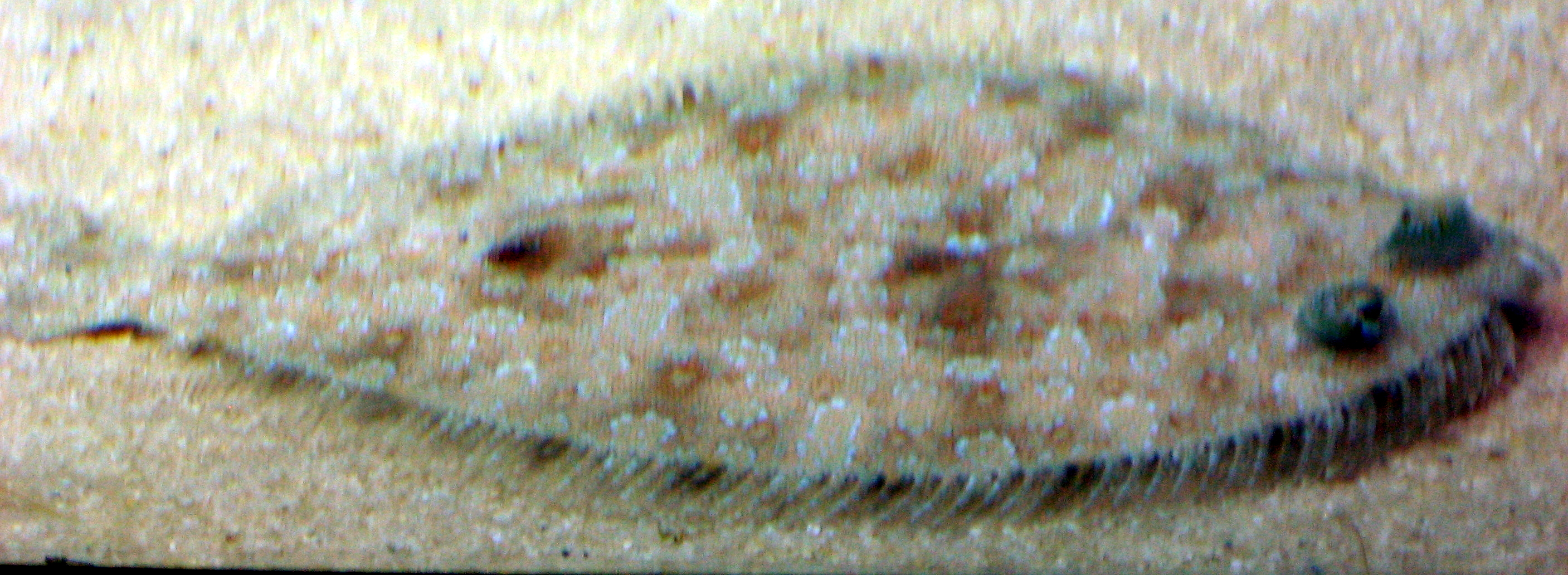
Pedaç a l'aquàrium Cinéaqua, de París

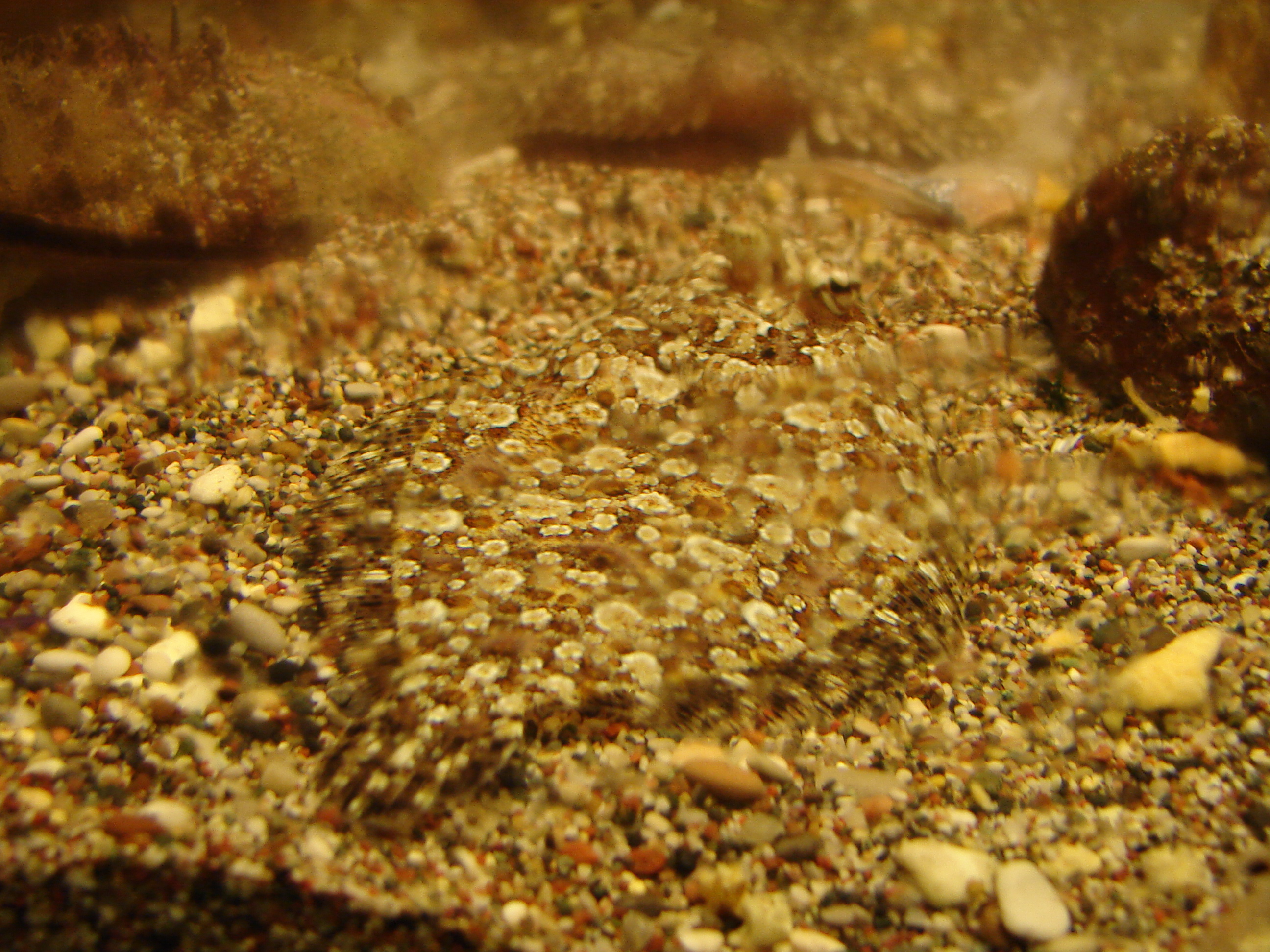
Pedaç a l'aquàrium de Rhodes

El pedaç (Bothus podas podas) és un peix de la família dels bòtids, de l'ordre dels pleuronectiformes, i autòcton de la Mediterrània.

## Morfologia
- La seua talla màxima és de 25 cm.
- Té el cos deprimit i de forma ovalada.
- La seua boca és petita.
- Els ulls, molt separats, amb l'inferior per davant el superior, apareixen al costat esquerre.
- Els mascles presenten una petita espina en el morro superior i els ulls es troben més separats.
- La línia lateral només apareix a la cara oculada.
- L'aleta dorsal -que comença per davant els ulls- i l'anal són llargues.
- L'anal es troba precedida per una espina.
- És mimètic, és a dir, la seua coloració varia segons el fons en el qual es trobi.
- És de color gris amb taques negres i marrons.
- Té una o dues taques a la part posterior.
- La cara inferior és blanca amb tons blaus.[1]

## Reproducció
Es reprodueix entre els mesos de maig i agost. Les larves són transparents. Quan arriben als 3 cm pateixen la metamorfosi i passen al bentos.

## Alimentació
Menja petits peixos i invertebrats bentònics.

## Hàbitat
És bentònic de fons sorrencs on roman immòbil enterrat sota una fina capa de sorra. És molt comú a les platges i pot trobar-se entre els banyistes. Apareix en aigües somes fins als 400 m. També apareix a vaires (zones sorrenques a les praderies de fanerògames).

## Costums
Quan se sent amenaçat surt nedant a gran velocitat aixecant la sorra i aprofita per enterrar-se quan no se'l veu.

## Pesca
Es captura amb arts d'arrossegament i amb volantí quan es pesca el raor.